# 石川繊維女子バレーボール部
石川繊維女子バレーボール部（いしかわせんいじょしバレーボールぶ）は、石川県金沢市を本拠地として活動していた女子バレーボールチームである。

## 概要
1968年、北陸スポーツに貢献した西川文平の遺志により体育館が建設され、女子バレーボール部が創部された。監督には日本体育大学新卒の半田国治が招聘された。
国体には1970年から13年連続出場、全日本都市対抗バレーボール優勝大会には1971年から7年連続出場などの実績をあげ、実業団としては北信越最強チームとなった。実業団リーグには第9回から参戦し通算4期活動したが、1983年に休部となった。

## 成績

### 年度別成績
| 大会名       | 大会名           | 順位 | 参加チーム数 | 試合数 | 勝 | 敗 |
| ------------ | ---------------- | ---- | ------------ | ------ | -- | -- |
| 実業団リーグ | 第9回 (1977/78)  | 5位  | 6チーム      | 10     | 2  | 8  |
| 実業団リーグ | 第10回 (1978/79) | 6位  | 6チーム      | 10     | 1  | 9  |
| 実業団リーグ | 第13回 (1981/82) | 4位  | 6チーム      | 10     | 5  | 5  |
| 実業団リーグ | 第14回 (1982/83) | 4位  | 6チーム      | 10     | 4  | 6  |

## 休部年度の選手・スタッフ
1982年12月16日現在

### 選手
| 背番号 | 名前       | 年齢 | 国籍 | Position   | 備考 |
| ------ | ---------- | ---- | ---- | ---------- | ---- |
| 1      | 津田節子   | 23   | 日本 | セッター   | 主将 |
| 2      | 浅野悦子   | 24   | 日本 | レフト     |      |
| 4      | 八田あけみ | 22   | 日本 | センター   |      |
| 6      | 久保田弘美 | 21   | 日本 | センター   |      |
| 7      | 山岸幸子   | 21   | 日本 | センター   |      |
| 8      | 村田真由美 | 21   | 日本 | 補助       |      |
| 9      | 元平美由紀 | 21   | 日本 | レフト     |      |
| 10     | 田端優子   | 21   | 日本 | 補助       |      |
| 12     | 内方理恵子 | 21   | 日本 | レシーバー |      |
| 13     | 桑原良子   | 20   | 日本 | センター   |      |
| 14     | 村瀬千秋   | 20   | 日本 | レフト     |      |
| 15     | 岩島ひろみ | 18   | 日本 | レフト     |      |
| 16     | 山本由紀子 | 19   | 日本 | セッター   |      |

### スタッフ
| 役職         | 名前       | 国籍 | 備考 |
| ------------ | ---------- | ---- | ---- |
| 部長         | 福野博     | 日本 |      |
| 副部長       | 野島貞美   | 日本 |      |
| 監督         | 半田国治   | 日本 |      |
| コーチ       | 夏嶋隆     | 日本 |      |
| マネージャー | 鈴木由美子 | 日本 |      |